# Post-Briansk-Jużnyj
Post-Briansk-Jużnyj, także Briansk Jużnyj (ros. Пост-Брянск-Южный, Брянск Южный) – przystanek kolejowy i mijanka w miejscowości Jużnaja Razwiazka, w rejonie briańskim, w obwodzie briańskim, w Rosji. Położony jest na łączniku linii Briańsk – Uniecza i Briańsk – Nawla.